# Jenggrik (Kedunggalar)
Jenggrik is een bestuurslaag in het regentschap Ngawi van de provincie Oost-Java, Indonesië. Jenggrik telt 7357 inwoners (volkstelling 2010).